# Vallée de Paray
Vallée de Paray ist ein Fluss in Frankreich, der im Département Eure-et-Loir in der Region Centre-Val de Loire verläuft. Er entspringt im südlichen Gemeindegebiet von Marchéville, entwässert generell Richtung Südost und mündet nach rund 25 Kilometern an der Gemeindegrenze von Alluyes und Montboissier als linker Nebenfluss in den Loir. 
Hinweis: In den Kartenwerken von geoportail.fr wird sein Nebenfluss Vallée de la Malorne als Hauptfluss dargestellt, mit dem Vallée de Paray als dessen Nebenfluss. Die Angaben in diesem Artikel beruhen jedoch auf der französischen Gewässerdatenbank Sandre.

## Orte am Fluss
(Reihenfolge in Fließrichtung)
- Magny
- Blandainville
- Écurolles, Gemeinde Charonville
- Ermenonville-la-Petite
- Bouville
- Coulommiers, Gemeinde Alluyes
- Montboissier
- Saint-Germain, Gemeinde Alluyes